# Beauty and the Beast (soundtrack uit 1991)
Beauty and the Beast: Original Motion Picture Soundtrack is het officiële soundtrackalbum van de Disney-animatiefilm Beauty and the Beast uit 1991.
Het album werd uitgebracht op 24 oktober 1991 door Walt Disney Records en bevat de eerste helft van het album - nummers 2 tot en met 9 - over het algemeen de muzieknummers van de film, die allemaal zijn geschreven door componist Alan Menken en tekstschrijver Howard Ashman, terwijl de tweede helft - nummers 10 tot 14 - bevat de partituur, uitsluitend gecomponeerd door Menken.

## Tracklijst
In de film komt nummer acht na nummer negen.

Alle teksten zijn geschreven door Howard Ashman, alle muziek is geschreven door Alan Menken.
| 1.                 | Prologue (vertelling door David Ogden Stiers) |                                                                                | 2:26 |
| 2.                 | Belle                                         | Paige O'Hara & Richard White                                                   | 5:09 |
| 3.                 | Belle (Reprise)                               | Paige O'Hara                                                                   | 1:05 |
| 4.                 | Gaston                                        | Jesse Corti & Richard White                                                    | 3:40 |
| 5.                 | Gaston (Reprise)                              | Jesse Corti & Richard White                                                    | 2:04 |
| 6.                 | Be Our Guest                                  | Angela Lansbury & Jerry Orbach                                                 | 3:44 |
| 7.                 | Something There                               | Angela Lansbury, David Ogden Stiers, Jerry Orbach, Paige O'Hara & Robby Benson | 2:19 |
| 8.                 | The Mob Song                                  | Richard White                                                                  | 3:30 |
| 9.                 | Beauty and the Beast                          | Angela Lansbury                                                                | 2:46 |
| 10.                | To the Fair                                   |                                                                                | 1:58 |
| 11.                | West Wing                                     |                                                                                | 3:42 |
| 12.                | The Beast Lets Belle Go                       |                                                                                | 2:22 |
| 13.                | Battle on the Tower                           |                                                                                | 5:29 |
| 14.                | Transformation                                |                                                                                | 5:47 |
| 15.                | Beauty and the Beast (Duet)                   | Céline Dion & Peabo Bryson                                                     | 4:04 |
| Totale duur: 50:12 |                                               |                                                                                |      |

| 16.                | Beauty and the Beast | Jordin Sparks | 3:14 |
| Totale duur: 53:26 |                      |               |      |

| 1.                   | Prologue (vertelling door David Ogden Stiers) |                                                                                | 2:26 |
| 2.                   | Belle                                         | Paige O'Hara & Richard White                                                   | 5:09 |
| 3.                   | Belle (Reprise)                               | Paige O'Hara                                                                   | 1:05 |
| 4.                   | Gaston                                        | Jesse Corti & Richard White                                                    | 3:40 |
| 5.                   | Gaston (Reprise)                              | Jesse Corti & Richard White                                                    | 2:04 |
| 6.                   | Be Our Guest                                  | Angela Lansbury & Jerry Orbach                                                 | 3:44 |
| 7.                   | Something There                               | Angela Lansbury, David Ogden Stiers, Jerry Orbach, Paige O'Hara & Robby Benson | 2:19 |
| 8.                   | Human Again                                   | Angela Lansbury, David Ogden Stiers, Jerry Orbach & Jo Anne Worley             | 4:54 |
| 9.                   | The Mob Song                                  | Richard White                                                                  | 3:30 |
| 10.                  | Beauty and the Beast                          | Angela Lansbury                                                                | 2:46 |
| 11.                  | To the Fair                                   |                                                                                | 1:58 |
| 12.                  | West Wing                                     |                                                                                | 3:42 |
| 13.                  | The Beast Lets Belle Go                       |                                                                                | 2:22 |
| 14.                  | Battle on the Tower                           |                                                                                | 5:29 |
| 15.                  | Transformation                                |                                                                                | 5:47 |
| 16.                  | Be Our Guest (Demo)                           | Howard Ashman                                                                  | 3:29 |
| 17.                  | Beauty and the Beast (Work Tape & Demo)       | Alan Menken & Howard Ashman                                                    | 3:58 |
| 18.                  | Beauty and the Beast                          | Céline Dion & Peabo Bryson                                                     | 4:04 |
| 19.                  | Death of the Beast (vroege versie)            |                                                                                | 1:29 |
| Totale duur: 1:04:43 |                                               |                                                                                |      |

## Hitnoteringen

### NPO Klassiek Filmmuziek Top 200
| Beauty and the Beast in de NPO Klassiek Filmmuziek Top 200 | Beauty and the Beast in de NPO Klassiek Filmmuziek Top 200 | Beauty and the Beast in de NPO Klassiek Filmmuziek Top 200 | Beauty and the Beast in de NPO Klassiek Filmmuziek Top 200 |
| Jaar                                                       | 2023                                                       | 2024                                                       | 2025                                                       |
| ---------------------------------------------------------- | ---------------------------------------------------------- | ---------------------------------------------------------- | ---------------------------------------------------------- |
| Positie                                                    | 80                                                         | 92                                                         | 113                                                        |